# 格特基县

格特基县

格特基县(信德语: گھوٽڪي) (乌尔都语: ضلع گھوٹکی)，巴基斯坦信德省的一个县。总人口970,549（1998）。行政中心位于Mirpur Mathelo镇。

## 行政区划
格特基县分为5个乡。

## 人口
92.29%的人使用信德语。93.06%的人口信仰伊斯兰教。